# 傅晓田
傅晓田（1983年6月12日—），重庆北碚人，香港凤凰卫视记者、制片人、主持人。

## 生平
1983年6月12日，傅晓田出生在當時仍屬四川省的重庆市。她的曾祖父母都是老红军，爷爷奶奶也都是早年入伍，后随部队南下到重庆定居。傅晓田中学毕业于西南师范大学附属中学，本科毕业于北京语言文化大学英语语言文学专业及北京大学经济学双学位专业。后赴英国留学，2008年获剑桥大学丘吉尔学院教育学硕士学位。毕业后曾加入央视财经频道《经济半小时》栏目。
2009年，傅晓田加入香港凤凰卫视驻英国伦敦记者站，后任首席记者及站长。驻伦敦期间，傅晓田负责英国及部分欧洲地区的政治、经济新闻报道。利比亚内战期间，曾两度前往当地进行战地报道。2012年，傅晓田调入凤凰卫视香港总部，升任高级记者。她多次前往世界各国，担任特别新闻事件的特派记者和大型国际会议的现场观察评论员。她亦曾作客《锵锵三人行》，网传其在某期节目痛斥窦文涛、马家辉，导致她未再被节目组邀请。
2014年至2022年9月，傅晓田任《风云对话》节目主持人。任内采访过多位政要，包括巴沙尔·阿萨德、海德尔·阿巴迪、约翰·克里、戈登·布朗、亨利·基辛格、安倍晋三、潘基文等。
在傅晓田慷慨捐款給剑桥大学丘吉尔学院後，学院的花园於2016年6月10日正式命名為“傅晓田花园”，以示对傅晓田成就和贡献的认可。2017年6月，获意大利政府頒授意大利之星骑士勋章。

## 個人生活
2022年11月，自稱未婚的傅曉田在美國生下兒子Er-Kin，后来她声称小孩的父亲并非美国人。2023年4月11日，傅晓田发文称她与儿子乘飞机前往华盛顿，附上图片中有一张是她2022年3月采访时任中国驻美大使秦刚的照片，之后傅晓田社交平台再未更新，傅晓田本人也再未出现。同年7月，不断有传言称傅晓田儿子的父亲是2022年年末就任中国外交部部长的秦刚，并称秦刚的“失踪”与此事有关。